# Калень-Перший
Калень-Перший (пол. Kaleń Pierwszy) — село в Польщі, у гміні Соболев Ґарволінського повіту Мазовецького воєводства.
Населення — 169 осіб (2011).
У 1975-1998 роках село належало до Седлецького воєводства.

## Демографія
Демографічна структура станом на 31 березня 2011 року:
|          | Загалом | Допрацездатний вік | Працездатний вік | Постпрацездатний вік |
| -------- | ------- | ------------------ | ---------------- | -------------------- |
| Чоловіки | 88      | 15                 | 64               | 9                    |
| Жінки    | 81      | 15                 | 43               | 23                   |
| Разом    | 169     | 30                 | 107              | 32                   |